# 富谢尔欧布瓦
富谢尔欧布瓦（法語：Fouchères-aux-Bois，法語發音：[fuʃɛʁ o bwa]）是法国默兹省的一个市镇，属于巴勒迪克区。

## 地理
富谢尔欧布瓦（48°37'25"N, 5°14'49"E）面积5.57 平方千米，位于法国大東部大區默兹省，该省份为法国西北部内陆省份，北与比利时接壤，西接马恩省和阿登省，南至上马恩省和孚日省，东临默尔特-摩泽尔省。
与富谢尔欧布瓦接壤的市镇（或旧市镇、城区）包括：莫朗、索河畔勒布雄、利尼昂巴鲁瓦、索河畔梅尼勒、小楠村。

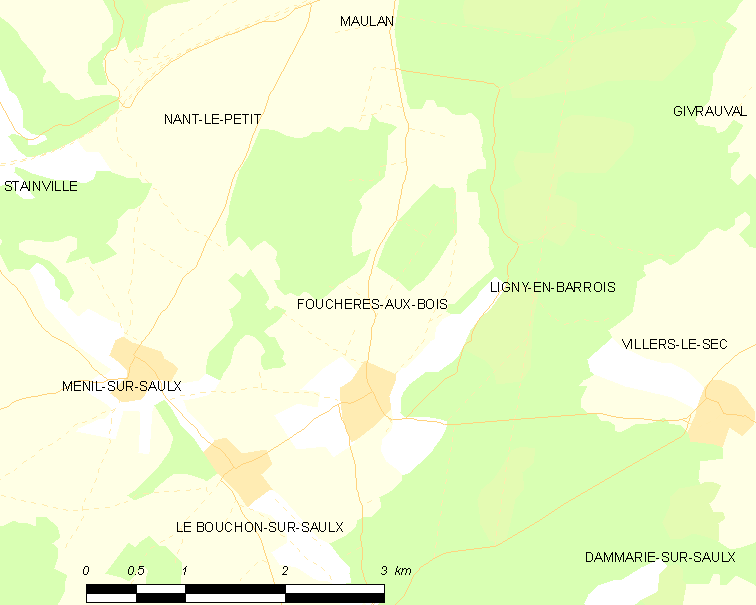
富谢尔欧布瓦的OSM定位图

富谢尔欧布瓦的时区为UTC+01:00、UTC+02:00（夏令时）。

## 行政
富谢尔欧布瓦的邮政编码为55500，INSEE市镇编码为55195。

## 政治
富谢尔欧布瓦所属的省级选区为利尼昂巴鲁瓦县。

## 人口

1962-2008年间富谢尔欧布瓦人口变化图示

富谢尔欧布瓦于2022年1月1日时的人口数量为133人。